# Сюрейа, Агададаш
Агададаш Сюрейа (азерб. Ağadadaş Sürəyya; 1850, Баку, Бакинский уезд, Шемахинская губерния, Российская империя — 1900, Баку, Бакинский уезд, Бакинская губерния, Российская империя) — азербайджанский поэт XIX века, член литературного общества «Маджмауш-шуара».

## Биография
Агададаш Сюрейа родился в 1850 году в Баку. Образование он получил в медресе. Поэт был председателем литературного кружка «Маджмауш-шуара» после Мамедаги Джюрми. Все документы собрания, стихи, прочитанные и обсуждаемые поэтами, хранились в его доме. Позже они пропали. Сохранились немногие из его произведений. Агададаш Сюрейа скончался в Баку в 1900 году.